# Highlight (Lied)
Highlight (englisch für „Höhepunkt“) ist ein Lied der deutschen Popschlager-Sängerin Vanessa Mai. Das Stück erschien zunächst als Teil von Mais sechstem Studioalbum Für immer sowie später in verschiedenen Neuauflagen als fünfte Singleauskopplung daraus.

## Entstehung
Highlight
Geschrieben wurde das Lied im Original von Mai selbst, gemeinsam mit den Koautoren Christoph Cronauer, Daniel Cronauer, Simon Müller-Lerch (Sera Finale), Nico Wellenbrink (Nico Santos) und Matthias Zürkler (B-Case). Die Produktion erfolgte durch die Zusammenarbeit von B-Case und Christoph Cronauer. Beide waren darüber hinaus auch für die Instrumentation zuständig. So spielte B-Case Bass, Keyboard und Schlagzeug, während Cronauer die Gitarre spielte. Die Abmischung und das Mastering erfolgte unter der Leitung des Produzenten-Duos Truva Music (bestehend aus: Timothy Auld und Benedikt Schoeller).
Highlight (Ti si moja snaga)
Bei Highlight (Ti si moja snaga) handelt es sich um eine deutsch-kroatische Version zu Highlight, dessen Liedtext ursprünglich komplett auf Deutsch ist. Hierbei tritt neben den Originalautoren Fredi Malinowski von der deutschen Schlagerband Fantasy als Subtexter in Erscheinung. Dieser stammt ursprünglich aus Kroatien. Die Produktion dieser Version stammt von Martin Ziaja. Das Mastering sowie die Abmischung erfolgte durch Andreas Herr.
Du bist mein Highlight (No puedo estar sin ti)
Bei Du bist mein Highlight (No puedo estar sin ti) handelt es sich um eine deutsch-spanische Version zu Highlight, die Mai zusammen mit der spanischen Band Lérica aufnahm. Hierbei treten neben den Originalautoren Juan Carlos Arauzo von Lérica und Abraham Mateo, der jüngere Bruder von Lérica-Mitglied Tony Mateo, als zusätzliche Komponisten beziehungsweise Liedtexter in Erscheinung. Während die Abmischung und Produktion durch die gleiche Besetzung erfolgte, wie das Original, erfolgte das Mastering durch Ludwig Maier von GKG Mastering.

## Veröffentlichung und Promotion
Die Erstveröffentlichung von Highlight erfolgte als Teil von Mais sechstem Studioalbum Für immer am 24. Januar 2020. Das Lied erschien unter dem Musiklabel Ariola und wurde durch Sony Music Publishing vertrieben. Verlegt wurde Highlight durch AFM Publishing, Budde Music, Edition Djorkaeff-Beatzarre, Edition Finale Grande, Edition Teamscore und Edition Vanessa Mai. Im Februar 2020 untermalte das Lied den Trailer für die Doku-Soap Zwischen Tüll und Tränen auf VOX.
Als Single erschien das Lied erstmals, in der Version Highlight (Ti si moja snaga), am 16. Mai 2020. Die Single erschien als Einzeltrack zum Download und Streaming. Auf dem Frontcover der Single ist – neben Künstlernamen und Liedtitel – Mai zu sehen. Es zeigt sie in einem weiß-grünen Kleid, wie sie auf der Kante eines Tisches sitzt und in Richtung des Betrachters schaut. Die Fotografie stammt von Anelia Janeva. Bei Highlight (Ti si moja snaga) war, neben den Verlagen der Originalversion, zusätzlich der Verlag Fisherman Songs tätig. Diese Version untermalte im Mai 2021 einen Werbespot zum Free European Song Contest 2021 des deutschen Fernsehsenders ProSieben, womit es in diversen Werbeunterbrechungen zu hören war.
Einen Monat später erschien die Version zu Du bist mein Highlight (No puedo estar sin ti) als Single am 12. Juni 2020. Das Duett mit der spanischen Band Lérica erschien ebenfalls als Einzeltrack zum Download und Streaming. Das rot gehaltene Frontcover hierzu zeigt die Gesichter der beteiligten Interpreten. In der Mitte sieht man Mai, links und rechts von ihr zwei Mitglieder von Lérica. Die Interpretenangabe und die des Liedtitels sind in gelber Schrift, außer der Klammerzusatz „No puedo estar sin ti“, dieser wird in weißer Schrift dargestellt. Am 31. Juli 2020 erschien hierzu ein Remix durch das deutsche Produzententrio Kaluma. Wie seine Vorgänger erschien der Einzeltrack als Single zum Download und Streaming. Das Coverbild ähnelt dem zu Du bist mein Highlight (No puedo estar sin ti), nur dass die Gesichter hierauf nicht zu sehen sind und das Artwork beziehungsweise in Anordnung der Interpretenangaben und des Liedtitels etwas anders angeordnet wurden. Bei Du bist mein Highlight (No puedo estar sin ti) entfielen im Vergleich zum Original die Verlage AFM Publishing und Vanessa Mai Edition. Am 19. Juli 2020 trat Mai hiermit im ZDF-Fernsehgarten auf. Eine Woche später folgte ein Liveauftritt bei Immer wieder sonntags in der ARD.
Free European Song Contest
Am 16. Mai 2020 trat Mai mit Highlight (Ti si moja snaga) beim neu initiierten Free European Song Contest an. Bei ihrer Teilnahme vertrat sie Kroatien, das Land aus dem ihr Vater gebürtig stammt. Den Text von Highlight wandelte man für ihren Auftritt etwas ab und integrierte kroatischsprachige Zeilen. Mai belegte am Ende des Wettbewerbs mit 55 Punkten den neunten von 16 Plätzen. Sie musste sich unter anderem dem Sieger Nico Santos (Like I Love You – 104 Punkte), der zweitplatzierten Ilse DeLange (Changes – 88 Punkte) oder auch dem drittplatzierten Astronauten ([back to the moon] – 85 Punkte) geschlagen geben. Während der Punktevergabe bekam sie einmal die Höchstpunktzahl von zwölf Punkten aus Bulgarien. Aus den Ländern Dänemark, Irland, Israel und dem Mond bekam Mai keine Punkte. Die D-A-CH-Staaten vergaben ihre Punkte durch ein Zuschauervoting, hierbei bekam Mai immer Punkte, mindestens vier.
| Kroatien | 12 | – | 4 | – | – | 2 | 8 | – | 1 | 5 | 6 | 2 | 7 | 3 | 5 | 55 |

## Inhalt
Der Liedtext zu Highlight ist in deutscher Sprache verfasst. Die Musik wurde von B-Case, dem Brüderpaar Christoph und Daniel Cronauer, Vanessa Mai und Nico Santos komponiert. Alle Komponisten waren zugleich für den Text verantwortlich. Als zusätzlicher Liedtexter stand ihnen Sera Finale zur Seite. Der Liedtext zu Highlight (Ti si moja snaga) ist etwa je zur Hälfte in Deutsch und Kroatisch verfasst. Der Titel bedeutet ins Deutsche übersetzt so viel wie „Highlight (Du bist meine Stärke)“. Das Stück verfügt über dieselben Autoren wie das Original. Der kroatische Subtext stammt von Fredi Malinowski. Der Liedtext zu Du bist mein Highlight (No puedo estar sin ti) ist etwa je zur Hälfte in Deutsch und Spanisch geschrieben. Der Titel bedeutet ins Deutsche übersetzt so viel wie „Highlight (Ohne dich kann ich nicht sein)“. Diese Version wurde von denselben Autoren verfasst wie das Original. Für den spanischen Text waren die zusätzlichen Autoren Juan Carlos Arauzo und Abraham Mateo verantwortlich.
Musikalisch bewegen sich alle drei Versionen des Liedes im Bereich der Popmusik und des Schlagers, wobei Du bist mein Highlight (No puedo estar sin ti) über Anleihen aus dem Latin Pop ausweist. Das Tempo aller Versionen liegt zwischen 120 und 122 Schlägen pro Minute. Während Highlight und Du bist mein Highlight (No puedo estar sin ti) in der Tonart G-Dur geschrieben wurden, wurde Highlight (Ti si moja snaga) in e-Moll geschrieben.
Der Aufbau aller drei Versionen ähnelt sich sehr. Highlight steigt mit der ersten Strophe ein, auf die zunächst der sogenannte „Pre Chorus“ und dann der eigentliche Refrain folgen. Der Refrain klingt mit dem sogenannten „Post Chorus“ aus. Der gleiche Vorgang wiederholt sich mit der zweiten Strophe. Nach dem zweiten Refrain wiederholt sich der Hauptteil des Refrains, ehe das Lied mit dem Outro endet, das lediglich aus der sich zweimal wiederholenden Zeile: „Ey, du bist mein Highlight“ besteht. Highlight (Ti si moja snaga) beginnt zunächst mit einem Intro, das nur aus der sich wiederholenden Zeile: „Oh-oh, oh-oh-oh, oh-oh, oh-oh-oh“ besteht. Danach folgt bis zum Ende des zweiten Refrains der gleiche Ablauf wie bei Highlight. An den zweiten Refrain schließt sich hierbei nochmal eine Bridge an, ehe sich nochmals der Hauptteil des Refrains endet. Im Gegensatz zu Highlight endet diese Version mit dem Post Chorus, der sich nochmal an den Hauptteil des dritten Refrains anschließt. Highlight (No puedo estar sin ti) folgt dem gleichen Aufbau wie Highlight (Ti si moja snaga), außer das das Lied nicht mit dem Post Chorus, sondern mit der sich wiederholenden Bridge endet.
| „Denn alles, was du tust, wirft ein Licht auf uns zwei. Bist du an meiner Seite, fühl’ ich mich frei. Dein Leuchten überstrahlt alles, so wie du scheinst. Gibst der ganzen Welt High five. Du bist mein Highlight, das Beste, was es gibt. Einfach magisch, der größte Augenblick. Du bist mein Highlight wie Sonne im Zenit. Mein non plus ultra, das Kribbeln auf Repeat.“ – Refrain, Highlight | „Znam da sve što radiš, to radiš za mene. I na tvojoj strani sve predivno je. Tvoj sjaj je poslje sunca još najsvjetliji. Veći nego svijet smo mi. Ti si moja snaga, ti si moja moć. Znam da poslije tebe bolji neće doć. Ti si moja snaga, ti si moja moć. Samo s tobom mogu preživjet ovu noć.“ – Refrain, Highlight (Ti si moja snaga) | „Si que si, que tu te vienes conmigo a Madrid. Que lo que digo lo prometo. Y hasta el anillo de la J.Lo tengo yo pa’ ti. Que si, que si, que tu conmigo te va’ divertir. Te vo’ a ensena to los colores como en las canciones de J Balvin. Me hiciste algo enchocha’ito estoy de ti. Que ya ni salgo to’l rato en la TV. Sofa y p’al cuarto mejor si estas ahi. Deshidratado que haria yo sin ti.“ – Refrain, Du bist mein Highlight (No puedo estar sin ti) |

## Musikvideo
Zur deutsch-spanischen Version Highlight (No puedo estar sin ti) wurde ein Musikvideo gedreht, das seine Premiere am 11. Juni 2020 auf YouTube feierte. Aufgrund der COVID-19-Pandemie mussten die Dreharbeiten zwischen Lérica und Mai getrennt stattfinden. Während die Szenen von Mai im Museum Art.Plus in Donaueschingen gedreht wurden, wurden die Szenen mit Lérica in Spanien aufgenommen. Das Musikvideo lässt sich in zwei Abschnitte unterteilen. Zum einen zeigt es Mai, die das Lied an verschiedenen Schauplätzen im Art.Plus-Museum, mit immer wechselnden Outfits, singt und sich dazu bewegt. Zum anderen zeigt es zwei der drei Lérica-Mitglieder, die das Lied, jeder für sich, darbieten. Während ihrem Auftritt sind auch immer wieder kurze Naturimpressionen aus Spanien zu sehen. Die Gesamtlänge des Videos beträgt 3:17 Minuten. Regie führte, wie schon bei Mais vorangegangenen Singles Hast du jemals und Der Himmel reißt auf, erneut der Mannheimer Mikis Fontagnier von der Famefabrik. Bis August 2024 zählte das Musikvideo über 3,1 Millionen Aufrufe bei YouTube.
Verstehen Sie Spaß?
Vor dem Start der eigentlichen Dreharbeiten wurde Mai von Guido Cantz, im Rahmen der Unterhaltungssendung Verstehen Sie Spaß?, hinters Licht geführt. Cantz schleuste eine „Fake-Band“ ein, bei der es sich um Lérica handeln sollte. Mai selbst zeigte sich überrascht, weil die Band eigentlich wegen der COVID-19-Pandemie nicht anreisen konnte. Sie hatte die Band vorher noch nicht gesehen, dadurch konnte sie die Fake-Band nicht erkennen. Nachdem sie und ihr Manager beziehungsweise ihr Mann Rücksprache mit ihrem Musiklabel Sony gehalten haben und diese die "Überraschung" bestätigten, zeigte sich Mai begeistert: „Krass, die sehen ja schon schnuckelig aus, ich bin so aufgeregt“. Als die Band das Filmset betrat, ignorierte diese Mai und warf mit Snacks um sich. „Oh, die sind so schlimm. Ich glaub die haben in der Quarantäne einen Schuss abbekommen“, witzelte Mai anfänglich noch. Mai zeigte sich mit der Zeit genervter und beschrieb das Verhalten der Band als „asozial“. Die Stimmung kippte, als die Band einen Streit anfing und das Essen vom Büffet schmiss. Mai flüchtete daraufhin zu ihrem Regisseur: „Ich geh da nicht mehr rein, die schmeißen Sachen um. Guck dir das mal an“. Mit zittrigen Händen meinte sie weiter zu ihm: „Die sind voll aggro!“. Schließlich veranlasste Fontagnier den Drehstart, bei dem es zum Streit kam, weil die Bandmitglieder quer durchs Bild tanzten beziehungsweise sich bewegten, denn wie sich herausstellte, konnte keiner der Jungs tanzen. Als ein Bandmitglied plötzlich etwas auf Deutsch sagte, stellte sich heraus, dass es sich hierbei um eine Fake-Band handele. Die Originalsänger hätten tolle Stimmen gehabt, aber ihre „Gesichter“ hätten „Social-Media-Mäßig“ nicht gepasst. Deswegen habe das Musiklabel diese Fake-Band gecastet. Mai regierte darauf mit den Worten: „Ich verarsch doch meine Leute nicht. Aber die bewegen sich auch voll scheiße“ und betitelte das Projekt als Duett mit „Milli Vanilli“. Kurz darauf stieß Cantz als Journalist dazu und löste die Situation auf.

## Mitwirkende
Legende
- Lied 1: Highlight
- Lied 2: Highlight (Ti si moja snaga)
- Lied 3: Du bist mein Highlight (No puedo estar sin ti)

| Liedproduktion - Juan Carlos Arauzo: Komponist (Lied 3), Liedtexter (Lied 3) - Timothy Auld: Abmischung (Lied 1), Mastering (Lied 1) - Christoph Cronauer: Gitarre (Lieder: 1–3), Komponist (Lieder: 1–3), Liedtexter (Lieder: 1–3), Musikproduzent (Lieder: 1, 3) - Daniel Cronauer: Komponist (Lieder: 1–3), Liedtexter (Lieder: 1–3) - Andreas Herr: Abmischung (Lied 2), Mastering (Lied 2) - Lérica: Begleitgesang (Lied 3), Gesang (Lied 3) - Vanessa Mai: Begleitgesang (Lied 3), Gesang (Lieder: 1–3), Komponist (Lieder: 1–3), Liedtexter (Lieder: 1–3) - Ludwig Maier: Mastering (Lied 3) - Abraham Mateo (Lied 3) - Fredi Malinowski: Subtexter (Lied 2) - Simon Müller-Lerch (Sera Finale): Komponist (Lieder: 1–3), Liedtexter (Lieder: 1–3) - Benedikt Schoeller: Abmischung (Lieder: 1, 3), Mastering (Lied 1) - Nico Wellenbrink (Nico Santos): Komponist (Lieder: 1–3), Liedtexter (Lieder: 1–3) - Martin Ziaja: Musikproduzent (Lied 2) - Matthias Zürkler (B-Case): Bass (Lieder: 1–3), Keyboard (Lieder: 1–3), Komponist (Lieder: 1–3), Liedtexter (Lieder: 1–3), Musikproduzent (Lieder: 1, 3), Schlagzeug (Lieder: 1–3) Unternehmen - AFM Publishing: Verlag (Lieder: 1, 2) - Ariola: Musiklabel (Lieder: 1–3) - Budde Music: Verlag (Lieder: 1–3) - Edition Djorkaeff-Beatzarre: Verlag (Lieder: 1–3) - Edition Finale Grande: Verlag (Lieder: 1–3) - Edition Teamscore: Verlag (Lieder: 1–3) - Edition Vanessa Mai: Verlag (Lieder: 1, 2) - Fisherman Songs: Verlag (Lied 2) - Sony Music Publishing: Vertrieb (Lieder: 1–3) | Artwork (Cover) - Anelia Janeva: Fotograf (Lied 2) Musikvideo (Auswahl) - Amira Attia: Schauspieler - Sunny Bizness: Aufnahmeleitung, Filmproduzent - Misha Andreas Fabekovec: Runner - Mikis Fontagnier: Filmeditor, Postproduktion, Regisseur - Konstantinos Gkoumpetis: Schminke, Styling - Anelia Janeva: Schminke, Styling - Jean-Marc Junge: Kameramann - Amelie Kraft: Schauspieler - Merlin Kraus: Oberbeleuchter - Ayelen Alessandra Micheel: Schauspieler - Sara Milosevic: Schauspieler - Jorge Luis Piñero: Kameramann |

## Rezeption

### Rezensionen
Richard Strobl vom deutschsprachigen Online-Magazin schlagerplanet.com beschrieb Highlight als „perfekten Sommer-Soundtrack“. Das Lied klinge nach einer „frischen Meeresbrise irgendwo im Süden“.
Die Redaktion vom deutschsprachigen Online-Magazin schlager.de beschrieb das Outfit während des Auftritts bei FreeESC als „optisch bezaubernd“, den Gesang jedoch als „vergleichsweise etwas mau“.

### Charts und Chartplatzierungen
Obwohl in Deutschland die Verkäufe aller erschienenen Versionen zusammenaddiert werden, konnte sich Highlight nicht in den offiziellen Singlecharts platzieren. In Deutschland platzierte sich Du bist mein Highlight (No puedo estar sin ti) in den Downloadcharts und erreichte mit Rang 19 seine höchste Chartnotierung am 19. Juni 2020. Darüber hinaus konnten sich Highlight (Ti si moja snaga) und Du bist mein Highlight (No puedo estar sin ti) separat in den deutschen iTunes-Tagesauswertungen platzieren. Highlight (Ti si moja snaga) platzierte sich dort für fünf Tage und erreichte seine Höchstplatzierung mit Rang 15 am 18. Mai 2020. Du bist mein Highlight (No puedo estar sin ti) konnte sich dagegen zehn Tage in den iTunes-Charts platzieren und erreichte seine beste Platzierung mit Rang 13 am 14. Juni 2020.